# Harald Sandberg
Harald Sandberg (22 de outubro de 1883 — 28 de novembro de 1940) foi um velejador sueco, medalhista olímpico. Ele competiu nos Jogos Olímpicos de Verão de 1912 na classe 6 Metre e conquistou a medalha de bronze na disputa a bordo do Kerstin com Eric Sandberg e Otto Aust.